# 1986 في الولايات المتحدة
فيما يلي قوائم الأحداث التي وقعت خلال عام 1986 في الولايات المتحدة.

## أحداث
- 28 يناير – تحطم مكوك الفضاء تشالنجر
- 31 أغسطس – تصادم سيريتوس الجوي

## سياسة

### تعيين في المنصب
- 1 يناير – إيفان بايه وزير ولايه [الإنجليزية]‏.
- 1 يناير – بوب بار وكيل وزارة العدل الأميركية.
- 1 يناير – بوب سميث عضو جمعية نيوجيرسي العامة.
- 1 يناير – جو مانشين عضو مجلس ولاية فيرجينيا الغربية.
- 1 يناير – جيمس ه مالوني عضو مجلس ولاية كونيتيكت.
- 7 مارس – ريتشارد ادموند ينج وزير الزراعة في الولايات المتحدة.
- 20 سبتمبر – نيل أبركرومبي عضو مجلس النواب الأمريكي.
- 26 سبتمبر – وليام رينكويست رئيس المحكمة العليا للولايات المتحدة.
- 16 أكتوبر – بول بريمر منسق مكافحة الإرهاب.
- 5 نوفمبر – تيري سانفورد عضو مجلس الشيوخ الأمريكي.
- 2 ديسمبر – بنيامين جيروم نائب حاكم هاواي [الإنجليزية]‏.
- 2 ديسمبر – فرانك كارلوتشي مستشار الأمن القومي الأمريكي.

### انتهاء فترة المنصب
- 1 يناير – جو مانشين عضو مجلس مندوبي فرجينيا الغربية ‏.
- 18 يناير – تشاك روب حاكم فرجينيا [الإنجليزية]‏.
- 26 سبتمبر – وارين إيرل برغر رئيس المحكمة العليا للولايات المتحدة.
- 25 نوفمبر – جون بويندكستر مستشار الأمن القومي الأمريكي.

## رياضة
- 1 يناير – أمريكا المفتوحة 1986

## ظهور
- 1 يناير – إن دبليو أيه
- 1 يناير – براندويك
- 1 يناير – بيكسيز
- 1 يناير – عرب تايمز

## أفلام
من الأفلام التي صدرت هذه السنة في الولايات المتحدة:
- 1 يناير – أبناء الصمت من إخراج Randa Haines [الإنجليزية]‏.
- 1 يناير – الأصدقاء الثلاثة من إخراج جون لانديس.
- 1 يناير – السلطة من إخراج سيدني لوميت.
- 1 يناير – الفتى الذي بإمكانه الطيران من إخراج نيك كاسل.
- 1 يناير – المخلوقات من إخراج Stephen Herek [الإنجليزية]‏.
- 1 يناير – النسر الحديدي من إخراج Sidney J. Furie [الإنجليزية]‏.
- 1 يناير – إجازة فيريس بيولر من إخراج جون هيوز.
- 1 يناير – بلو فلفت من إخراج ديفيد لينش.
- 1 يناير – جوهرة النيل من إخراج لويس تيج.
- 1 يناير – حسرة ريدج من إخراج كلينت إيستوود.
- 1 يناير – حفرة المال من إخراج ريتشارد بنيامين.
- 1 يناير – ذا دلتا فورس من إخراج مناحيم غولان.
- 1 يناير – زواج بيجي سو من إخراج فرانسيس فورد كوبولا.
- 1 يناير – ساحل البعوض من إخراج بيتر وير (مخرج).
- 1 يناير – ساكن الجبال من إخراج راسل مولكاهي.
- 1 يناير – شورت سيركت من إخراج جون بادهام.
- 1 يناير – كوبرا من إخراج جورج بي. كوزماتوس.
- 1 يناير – كوماندو من إخراج مارك إل. ليستير.
- 1 يناير – ليال بيضاء من إخراج تايلور هاكفورد.
- 1 يناير – من الجحيم 1986 من إخراج ستيوارت جوردون.
- 1 يناير – يوم الجمعة الثالث عشر الجزء السادس حياة جيسن من إخراج توم ماكلوكين.
- 7 فبراير – هانا وأخواتها من إخراج وودي آلن.
- 14 فبراير – 9 أسابيع ونصف من إخراج أدريان لين.
- 16 مايو – توب غان من إخراج توني سكوت.
- 20 يونيو – فتى الكاراتيه الجزء الثاني من إخراج جون أفليدسن.
- 18 يوليو – فضائيون من إخراج جيمس كاميرون.
- 15 أغسطس – الذبابة من إخراج ديفد كروننبرغ.
- 22 أغسطس – مجزرة منشار تكساس 2 من إخراج توبي هوبر.
- 12 سبتمبر – حوالي منتصف الليل من إخراج بيرتراند تافاري.
- 17 أكتوبر – لون المال من إخراج مارتن سكورسيزي.
- 27 نوفمبر – روكي 4 من إخراج سيلفستر ستالون.
- 16 ديسمبر – اللون الأرجواني من إخراج ستيفن سبيلبرغ.
- 19 ديسمبر – حياة كينج كونج من إخراج John Guillermin [الإنجليزية]‏.
- 19 ديسمبر – فصيلة من إخراج أوليفر ستون.
- 20 ديسمبر – الخروج من إفريقيا من إخراج سيدني بولاك.

## برامج ومسلسلات وأنمي
- الدببة الطيبون
- السنافر
- المحقق غادجيت

## موسيقى

### ألبومات
من الألبومات التي صدرت هذه السنة في الولايات المتحدة:
- 31 أغسطس – باد من غناء مايكل جاكسون.

## كتب
من الكتب التي صدرت هذه السنة في الولايات المتحدة:
- 1 يناير – الحكماء من تأليف والتر إيزاكسون، إيفان توماس (كاتب).
- 1 يناير – جنة عدن من تأليف إرنست همينغوي.
- 1 يناير – حب التجوال من تأليف دانيال ستيل.
- 1 يوليو – جلجامش في المناطق النائية من تأليف روبرت سيلفربرغ.

## مواليد

### يناير
- 1 يناير – زاك أبلمان
- 1 يناير – غلين ديفيس لاعب كرة سلة أمريكي.
- 1 يناير – كالي ريس
- 1 يناير – كريستوفر آبوت ممثل أمريكي.
- 2 يناير – راندولف موريس لاعب كرة سلة أمريكي.
- 3 يناير – سيدريك سيمونز
- 4 يناير – مارك تينديل لاعب كرة سلة من الولايات المتحدة الأمريكية.
- 7 يناير – جيمسون كاري لاعب كرة سلة أمريكي.
- 10 يناير – ترينت باريتا
- 11 يناير – جمال شولر لاعب كرة سلة أمريكي.
- 14 يناير – رونالد رامون لاعب كرة سلة من الولايات المتحدة الأمريكية.
- 14 يناير – غابرييل روسادو ملاكم من الولايات المتحدة الأمريكية.
- 15 يناير – جيسي شرام ممثلة أمريكية.
- 16 يناير – ماسون غامبل ممثل أمريكي.
- 21 يناير – تشارلز توماس لاعب كرة سلة من الولايات المتحدة الأمريكية.
- 21 يناير – مايك تايلور لاعب كرة سلة أمريكي.
- 24 يناير – راسل روبنسون لاعب كرة سلة أمريكي.
- 26 يناير – تشارلز هاتلي ملاكم من الولايات المتحدة الأمريكية.
- 26 يناير – جيرالد جرين لاعب كرة سلة أمريكي.
- 26 يناير – ديفيد هولستون لاعب كرة سلة من الولايات المتحدة الأمريكية.
- 29 يناير – درو تايلر بيل
- 30 يناير – أليكس هاريس لاعب كرة سلة أمريكي.
- 30 يناير – داريل مونرو لاعب كرة سلة أمريكي.

### فبراير
- 1 فبراير – جستين ديلي
- 1 فبراير – لورين كونراد
- 6 فبراير – دان ديهان
- 7 فبراير – جيمس دين
- 7 فبراير – ستيفن كوليتي ممثل أمريكي.
- 7 فبراير – ميليسا ساتا
- 9 فبراير – أدريان بانكس لاعب كرة سلة أمريكي.
- 10 فبراير – جوش أكوجنون
- 10 فبراير – جيف أدريان لاعب كرة سلة أمريكي.
- 12 فبراير – أريك برونر
- 12 فبراير – جورجينا ويلسون عارضة من الولايات المتحدة الأمريكية.
- 12 فبراير – فيلب ماركوف
- 13 فبراير – جايدن جيمس
- 14 فبراير – تيفاني ثورنتون ممثلة أمريكية.
- 14 فبراير – جوش شيب لاعب كرة سلة أمريكي.
- 15 فبراير – أمبير رايلي ممثلة أمريكية.
- 15 فبراير – جاسمين تامى
- 15 فبراير – نيك إيفرسمان
- 16 فبراير – شون وليامز لاعب كرة سلة أمريكي.
- 18 فبراير – كايل ويفر لاعب كرة سلة أمريكي.
- 22 فبراير – راجون روندو لاعب كرة سلة أمريكي.
- 22 فبراير – ميكو هيوز ممثل أمريكي.
- 23 فبراير – سكايلر غري
- 24 فبراير – برايس بابنبروك ممثل أمريكي.
- 25 فبراير – جاستين بيرفيلد
- 26 فبراير – جوليت سيمس
- 27 فبراير – دانيال غيبسون لاعب كرة سلة أمريكي.
- 27 فبراير – فولارين كامبل لاعب كرة سلة أمريكي.
- 27 فبراير – نيكي أنوسيك لاعبة كرة سلة أمريكية.
- 28 فبراير – أوليفيا باليرمو

### مارس
- 1 مارس – بيغ إي
- 1 مارس – جوناثان سبكتور لاعب كرة قدم أمريكي.
- 2 مارس – جيسون سميث لاعب كرة سلة من الولايات المتحدة الأمريكية.
- 2 مارس – لورنزو ماتا لاعب كرة سلة أمريكي.
- 4 مارس – مارغو هارشمان ممثلة أمريكية.
- 5 مارس – جاسون فوكس ممثل أمريكي.
- 5 مارس – جولي هندرسون عارضة من الولايات المتحدة الأمريكية.
- 5 مارس – سيدريك جاكسون لاعب كرة سلة أمريكي.
- 5 مارس – كوري بروير لاعب كرة سلة أمريكي.
- 7 مارس – تيوين ماكي لاعب كرة سلة أمريكي.
- 8 مارس – تشاد غيبل
- 8 مارس – جيمس ميس لاعب كرة سلة أمريكي.
- 9 مارس – بريتاني سنو ممثلة أمريكية.
- 11 مارس – أريزونا ريد لاعب كرة سلة أمريكي.
- 13 مارس – مايكل سكوت لاعب كرة سلة من الولايات المتحدة الأمريكية.
- 16 مارس – ألكسندرا داداريو ممثلة أمريكية.
- 16 مارس – توني دوغلاس لاعب كرة سلة أمريكي.
- 17 مارس – جيريمي بارجو لاعب كرة سلة من الولايات المتحدة الأمريكية.
- 21 مارس – جوزيف جونز لاعب كرة سلة أمريكي.
- 21 مارس – ديريك لو لاعب كرة سلة أمريكي.
- 21 مارس – ستارلا ستيرلينج
- 21 مارس – سكوت إيستوود
- 22 مارس – مات بوش ممثل أمريكي.
- 23 مارس – ستيفن سترايت
- 25 مارس – جيريمي هازل لاعب كرة سلة أمريكي.
- 25 مارس – رينيه روجيو لاعب كرة سلة أمريكي.
- 25 مارس – كايل لوري لاعب كرة سلة أمريكي.
- 27 مارس – كريس لوفتون لاعب كرة سلة من الولايات المتحدة الأمريكية.
- 28 مارس – بو روبرت برغدال جندي من الولايات المتحدة الأمريكية.
- 28 مارس – ليدي غاغا
- 29 مارس – لوكاس إليوت إيبرل ممثل ومخرج أمريكي.
- 30 مارس – تايرون برازلتون لاعب كرة سلة أمريكي.
- 30 مارس – تيسا فيرير ممثلة أمريكية.

### أبريل
- 1 أبريل – كيد إنك
- 2 أبريل – إرلانا لاركنز لاعبة كرة سلة أمريكية.
- 2 أبريل – درو فان أكر ممثل أمريكي.
- 3 أبريل – أماندا بينز ممثلة أمريكية.
- 4 أبريل – راشيل كورين ممثلة أمريكية.
- 5 أبريل – جينو بوماري لاعب كرة سلة أمريكي.
- 5 أبريل – شارلوت فلير
- 9 أبريل – لايتن ميستر ممثلة أمريكية.
- 11 أبريل – رامون سيزونز لاعب كرة سلة من الولايات المتحدة الأمريكية.
- 11 أبريل – ستيفاني برات ممثلة من الولايات المتحدة الأمريكية.
- 11 أبريل – لورا هاربر لاعبة كرة سلة من الولايات المتحدة الأمريكية.
- 13 أبريل – مايكل بينغهام عداء سرعة من المملكة المتحدة.
- 14 أبريل – ستيفن موريس لاعب كرة قدم هندوراسي.
- 15 أبريل – إستر دين
- 18 أبريل – تيلور غريفين لاعب كرة سلة أمريكي.
- 18 أبريل – سوندياتا جاينز لاعب كرة سلة أمريكي.
- 18 أبريل – موريس إديو لاعب كرة قدم أمريكي.
- 19 أبريل – جاك كارتير مصارع محترف من الولايات المتحدة الأمريكية.
- 19 أبريل – غابي بروت لاعب كرة سلة أمريكي.
- 19 أبريل – كانداس باركر
- 21 أبريل – أنخيل دانيال فاسالو لاعب كرة سلة بورتوريكي.
- 21 أبريل – رودني ستوكى لاعب كرة سلة أمريكي.
- 21 أبريل – ويل دانيلز لاعب كرة سلة أمريكي.
- 22 أبريل – آمبر هيرد ممثلة أمريكية.
- 22 أبريل – رونالد ستيل لاعب كرة سلة أمريكي.
- 24 أبريل – تشارلز مارتن ملاكم من الولايات المتحدة الأمريكية.
- 28 أبريل – تشامبرلين أوجوتشي
- 29 أبريل – أورلاندو منديز فالديز لاعب كرة سلة أمريكي.
- 29 أبريل – براندون ريوس ملاكم من الولايات المتحدة الأمريكية.
- 30 أبريل – ديانا أغرون

### مايو
- 1 مايو – كريس كوي ممثل أمريكي.
- 2 مايو – إميلي هارت
- 2 مايو – توماس ماكدونل
- 3 مايو – أليخاندرو بيريس ملاكم من الولايات المتحدة الأمريكية.
- 4 مايو – جورج هيل لاعب كرة سلة أمريكي.
- 5 مايو – جيسون ريتش لاعب كرة سلة أمريكي.
- 5 مايو – غريس وانغ ممثلة أمريكية.
- 6 مايو – آرون جاكسون لاعب كرة سلة من الولايات المتحدة الأمريكية.
- 6 مايو – ساشير زاماتا
- 8 مايو – جالن راب
- 8 مايو – غاريت تمبل لاعب كرة سلة أمريكي.
- 8 مايو – مارفيل واين لاعب كرة قدم أمريكي.
- 8 مايو – ماري دو فيلبان
- 12 مايو – جوش دنكان لاعب كرة سلة أمريكي.
- 13 مايو – تاي ويسلي لاعب كرة سلة أمريكي.
- 13 مايو – لينا دونهام
- 14 مايو – ديروين كيتشن لاعب كرة سلة من الولايات المتحدة الأمريكية.
- 16 مايو – جوناثان والاس لاعب كرة سلة أمريكي.
- 16 مايو – كيفن ليش لاعب كرة سلة أمريكي.
- 16 مايو – ميغان فوكس
- 19 مايو – اريك لويد
- 19 مايو – ماريو تشالمرز لاعب كرة سلة أمريكي.
- 20 مايو – لويزا كروز ممثلة أمريكية.
- 21 مايو – بامبال أوسبي لاعب كرة سلة أمريكي.
- 21 مايو – عمر حسين صانع محتوى ويوتيوبر سعودي.
- 22 مايو – موسز إهامب لاعب كرة سلة أمريكي.
- 22 مايو – مولي افرايم
- 23 مايو – أليكس رينفرو لاعب كرة سلة أمريكي.
- 23 مايو – جيمي بارون لاعب كرة سلة أمريكي.
- 26 مايو – اشلي بيل
- 26 مايو – ليندساي ويسدوم هيلتون لاعبة كرة سلة أمريكية.
- 28 مايو – أوثيلو هنتر لاعب كرة سلة من الولايات المتحدة الأمريكية.
- 28 مايو – براينت دونستون لاعب كرة سلة من الولايات المتحدة الأمريكية.
- 28 مايو – جوزيف كروس ممثل أمريكي.
- 28 مايو – سيث رولينز مصارع محترف من الولايات المتحدة الأمريكية.
- 28 مايو – مايكل أور لاعب كرة قدم أمريكية.
- 29 مايو – هورنسواغل مصارع محترف من الولايات المتحدة الأمريكية.

### يونيو
- 5 يونيو – مايكل لي لاعب كرة سلة أمريكي.
- 6 يونيو – ليزلي كارتر
- 11 يونيو – شيا لابوف ممثل أمريكي.
- 12 يونيو – مات ريميلارد ملاكم من الولايات المتحدة الأمريكية.
- 13 يونيو – آشلي أولسن
- 13 يونيو – سيكويا هولمز لاعبة كرة سلة أمريكية.
- 13 يونيو – كات دينينجز ممثلة أمريكية.
- 13 يونيو – ماري كيت اولسن
- 14 يونيو – هالي هدسون ممثلة أمريكية.
- 15 يونيو – ستويا
- 17 يونيو – جو كراوفورد لاعب كرة سلة أمريكي.
- 19 يونيو – مارفين ويليامز لاعب كرة سلة أمريكي.
- 20 يونيو – ألي كيغلي لاعبة كرة سلة أمريكية.
- 20 يونيو – باتريك أوبريانت لاعب كرة سلة أمريكي.
- 20 يونيو – دريما ووكر ممثلة أمريكية.
- 21 يونيو – لانا دل راي هي مغنية وكاتبة اغاني أمريكية ولدت في 21 يونيو 1986 ونشأت في نيويورك اسمها الحقيقي هو Elizabeth Woolridge Grant لكنها اختارت Lana del rey ليكون اسمها الفني.
- 22 يونيو – دواين أندرسون لاعب كرة سلة أمريكي.
- 22 يونيو – رامين أوت لاعب كرة قدم ساموي أمريكي.
- 22 يونيو – كليوتيس بيندارفيس ملاكم من الولايات المتحدة الأمريكية.
- 22 يونيو – يوجين لورانس لاعب كرة سلة من الولايات المتحدة الأمريكية.
- 24 يونيو – سولانج نولز
- 25 يونيو – تشارلي ديفيز لاعب كرة قدم أمريكي.
- 25 يونيو – شون بارنيت لاعب كرة سلة أمريكي.
- 26 يونيو – إيمانويل أوبيلا لاعب كرة سلة أمريكي.
- 26 يونيو – بريتني كاربوسكي ممثلة أمريكية.
- 27 يونيو – دريك بيل ممثل أمريكي.
- 27 يونيو – لاشون ميريت
- 28 يونيو – كيلي بكلر
- 30 يونيو – أليشا فوكس

### يوليو
- 1 يوليو – ويل توماس لاعب كرة سلة أمريكي.
- 2 يوليو – ليندسي لوهان
- 5 يوليو – كريستوفر مارتن بينيا ملاكم من الولايات المتحدة الأمريكية.
- 6 يوليو – ديفيد كارب منظم ومطور شبكة إنترنت أمريكي، هو المؤسس والمدير التنفيذي لمنصة التدوين تمبلر.
- 7 يوليو – آنا كسباريان
- 7 يوليو – سيندي جينينغز ممثلة اباحية أمريكية.
- 8 يوليو – جاك ماكدورمان ممثل أمريكي.
- 8 يوليو – سوني ويمز لاعب كرة سلة أمريكي.
- 9 يوليو – مايكل ميدينا ملاكم مكسيكي.
- 11 يوليو – شارني زول نورمان لاعبة كرة سلة من الولايات المتحدة الأمريكية.
- 11 يوليو – مات كينغسلي لاعب كرة سلة أمريكي.
- 17 يوليو – براندو إيتون ممثل أمريكي.
- 17 يوليو – لايسي فون إيريش
- 17 يوليو – موجو راولي
- 18 يوليو – والتر شارب لاعب كرة سلة أمريكي.
- 19 يوليو – أفرديتا دريشاي
- 21 يوليو – جيسون تومسون لاعب كرة سلة أمريكي.
- 22 يوليو – كولمان كولينز لاعب كرة سلة من الولايات المتحدة الأمريكية.
- 23 يوليو – ناتاشا هاستنغز
- 24 يوليو – ليون وليامز
- 26 يوليو – مايكل جلادنس لاعب كرة سلة أمريكي.
- 27 يوليو – ديمار كارول لاعب كرة سلة أمريكي.
- 28 يوليو – الكسندرا شاندو ممثلة أمريكية.
- 28 يوليو – إسانس كارسون لاعبة كرة سلة أمريكية.

### أغسطس
- 1 أغسطس – إيليا كيلي
- 5 أغسطس – ماركوس لويس لاعب كرة سلة أمريكي.
- 7 أغسطس – تشارلز هويرتا ملاكم من الولايات المتحدة الأمريكية.
- 7 أغسطس – ديفون هاردن لاعب كرة سلة أمريكي.
- 8 أغسطس – بيتن ليست
- 10 أغسطس – كيتيا سوانير لاعبة كرة سلة أمريكية.
- 14 أغسطس – كيني هاسبروك لاعب كرة سلة أمريكي.
- 16 أغسطس – كولين كاسادي مصارع محترف من الولايات المتحدة الأمريكية.
- 17 أغسطس – تيروس توماس لاعب كرة سلة أمريكي.
- 17 أغسطس – رودي غاي لاعب كرة سلة من الولايات المتحدة الأمريكية.
- 18 أغسطس – غراهام زوسي لاعب كرة قدم أمريكي.
- 19 أغسطس – كريستينا بيري
- 20 أغسطس – دان مارتن درّاج طريق أيرلندي.
- 20 أغسطس – شان فوستر لاعب كرة سلة أمريكي.
- 21 أغسطس – أولاينكا ساني لاعبة كرة سلة أمريكية.
- 22 أغسطس – أندري بلاتشي لاعب كرة سلة من الولايات المتحدة الأمريكية.
- 26 أغسطس – إيريكا وايت لاعبة كرة سلة من الولايات المتحدة الأمريكية.
- 26 أغسطس – كاسي
- 28 أغسطس – أرمي هامر ممثل أمريكي.
- 28 أغسطس – جوزيف جوليان سوريا ممثل أمريكي.
- 28 أغسطس – جيف جرين لاعب كرة سلة أمريكي.
- 28 أغسطس – شافونتي زيلوس لاعبة كرة سلة أمريكية.
- 29 أغسطس – أليكس روف لاعب كرة سلة أمريكي.
- 29 أغسطس – ليا ميشيل
- 31 أغسطس – دي جاي وايت لاعب كرة سلة أمريكي.
- 31 أغسطس – ريان كيلي ممثل أمريكي.

### سبتمبر
- 2 سبتمبر – كايل هاينز لاعب كرة سلة أمريكي.
- 4 سبتمبر – إكزافيير وودز مصارع محترف من الولايات المتحدة الأمريكية.
- 4 سبتمبر – تايلر سميث لاعب كرة سلة أمريكي.
- 6 سبتمبر – بن مكولي لاعب كرة سلة من الولايات المتحدة الأمريكية.
- 6 سبتمبر – بوكير وودفوكس لاعب كرة سلة أمريكي.
- 6 سبتمبر – رافن رايلي ممثلة إباحية أمريكية.
- 6 سبتمبر – مايكل جنكينز لاعب كرة سلة من الولايات المتحدة الأمريكية.
- 7 سبتمبر – جاميا جاكسون لاعبة كرة مضرب من الولايات المتحدة.
- 8 سبتمبر – ميكا داونز لاعب كرة سلة أمريكي.
- 9 سبتمبر – بريتني ريز
- 9 سبتمبر – بوبي غرين فنان قتال مختلط من الولايات المتحدة الأمريكية.
- 10 سبتمبر – آلان فوسكويل لاعب كرة سلة أمريكي.
- 11 سبتمبر – كليتوس سلدين ملاكم من الولايات المتحدة الأمريكية.
- 12 سبتمبر – إيمي روسوم
- 12 سبتمبر – مولي تارلوف ممثلة أمريكية.
- 13 سبتمبر – شون ويليامز لاعب كرة سلة أمريكي.
- 14 سبتمبر – ريجي ويليامز لاعب كرة سلة من الولايات المتحدة الأمريكية.
- 15 سبتمبر – جينا ماربلز
- 15 سبتمبر – ديونت كريسماس لاعب كرة سلة أمريكي.
- 15 سبتمبر – كريستال كيلي لاعبة كرة سلة أمريكية.
- 15 سبتمبر – هايدي مونتاج
- 15 سبتمبر – وينمي إفيجوكو لاعب كرة سلة جمايكي.
- 16 سبتمبر – نيكو جينكينز
- 17 سبتمبر – لامونتي أولمر لاعب كرة سلة أمريكي.
- 20 سبتمبر – ألديس هودج ممثل أمريكي.
- 20 سبتمبر – كورتني فيلز لاعب كرة سلة أمريكي.
- 21 سبتمبر – ليندسي ستيرلينغ
- 21 سبتمبر – والتر هودج لاعب كرة سلة من الولايات المتحدة الأمريكية.
- 22 سبتمبر – أرتيميو رييس ملاكم من الولايات المتحدة الأمريكية.
- 22 سبتمبر – جنيفر إيلي لاعبة كرة مضرب من الولايات المتحدة.
- 23 سبتمبر – سكوفيل جنكينز لاعب كرة مضرب من الولايات المتحدة.
- 25 سبتمبر – فيرنون ماكلين لاعب كرة سلة أمريكي.
- 27 سبتمبر – برايس تايلور لاعب كرة سلة أمريكي.
- 27 سبتمبر – جامار بتلر لاعب كرة سلة أمريكي.
- 28 سبتمبر – دانييل بلاتزمن موسيقي أمريكي.
- 28 سبتمبر – دومينيك واترس لاعب كرة سلة أمريكي.
- 29 سبتمبر – لو بوسورث

### أكتوبر
- 2 أكتوبر – كاميلا بيل ممثلة أمريكية.
- 5 أكتوبر – دومينيك جيمس لاعب كرة سلة أمريكي.
- 5 أكتوبر – كيفن بيغلي ممثل أمريكي.
- 6 أكتوبر – أوليفيا ثيرلبي ممثلة أمريكية.
- 7 أكتوبر – أمبير ستيفنز ممثلة أمريكية.
- 7 أكتوبر – إيه جاي برايس لاعب كرة سلة أمريكي.
- 7 أكتوبر – بري أولسون ممثلة إباحية أمريكية.
- 7 أكتوبر – كايتلين
- 7 أكتوبر – هولاند رودن ممثلة من الولايات المتحدة.
- 12 أكتوبر – تايلر بلاكبيرن
- 14 أكتوبر – ويسلي ماثيوز لاعب كرة سلة أمريكي.
- 15 أكتوبر – بول هاريس لاعب كرة سلة من الولايات المتحدة الأمريكية.
- 16 أكتوبر – إيه جي أبرامز لاعب كرة سلة من الولايات المتحدة الأمريكية.
- 19 أكتوبر – براندي أنيستون ممثلة إباحية أمريكية.
- 20 أكتوبر – إيان أوليري لاعب كرة سلة أمريكي.
- 20 أكتوبر – ترينت بليستيد لاعب كرة سلة أمريكي.
- 20 أكتوبر – دومينيك ساتون لاعب كرة سلة أمريكي.
- 21 أكتوبر – جون كرفت لاعب كرة سلة أمريكي.
- 22 أكتوبر – كايل غالنر ممثل أمريكي.
- 23 أكتوبر – برينا ايفيجن
- 23 أكتوبر – جيسيكا ستروب ممثلة أمريكية.
- 25 أكتوبر – إلوي بيريز ملاكم من الولايات المتحدة الأمريكية.
- 25 أكتوبر – تويتي كارتر لاعب كرة سلة من الولايات المتحدة الأمريكية.
- 25 أكتوبر – جارت سايلر لاعب كرة سلة أمريكي.
- 25 أكتوبر – ديفيد روديلا ملاكم من الولايات المتحدة الأمريكية.
- 27 أكتوبر – جيمي بارتولوتا لاعب كرة سلة أمريكي.
- 27 أكتوبر – شالي لينينغ لاعبة كرة سلة أمريكية.
- 27 أكتوبر – كريستال لانجهورن لاعبة كرة سلة أمريكية.
- 27 أكتوبر – لو ويليامز لاعب كرة سلة أمريكي.
- 28 أكتوبر – دييغو مجدلينو ملاكم من الولايات المتحدة الأمريكية.
- 30 أكتوبر – تاميرا ينغ لاعبة كرة سلة أمريكية.
- 30 أكتوبر – ريان ريد لاعب كرة سلة أمريكي.

### نوفمبر
- 1 نوفمبر – بين بادغلي ممثل أمريكي.
- 2 نوفمبر – أندي روتينز لاعب كرة سلة كندي.
- 3 نوفمبر – دافون جيفرسون لاعب كرة سلة أمريكي.
- 4 نوفمبر – أماندا بنوب ممثلة أمريكية.
- 4 نوفمبر – حنا الجاف سياسية مكسيكية.
- 8 نوفمبر – آرون سوارتز
- 10 نوفمبر – جوش بيك ممثل أمريكي.
- 11 نوفمبر – كوري مايكل سميث ممثل أمريكي.
- 11 نوفمبر – ليزا آن كارتشيتش لاعبة كرة سلة كرواتية.
- 14 نوفمبر – دانييل بيج لاعبة كرة سلة من الولايات المتحدة الأمريكية.
- 14 نوفمبر – كاليستو مصارع محترف من الولايات المتحدة الأمريكية.
- 14 نوفمبر – نيت لينهارت لاعب كرة سلة أمريكي.
- 15 نوفمبر – جيفري ستار
- 15 نوفمبر – ريتشارد هندريكس لاعب كرة سلة أمريكي.
- 16 نوفمبر – عمر متين
- 17 نوفمبر – راشاندا مكانتس لاعبة كرة سلة من الولايات المتحدة الأمريكية.
- 18 نوفمبر – جاهمار ينغ لاعب كرة سلة من الولايات المتحدة الأمريكية.
- 18 نوفمبر – جوزيف أشتون ممثل أمريكي.
- 18 نوفمبر – ماركوس ويليامز لاعب كرة سلة من الولايات المتحدة الأمريكية.
- 19 نوفمبر – ليندساي إيلينغسون
- 19 نوفمبر – مايكل شاتشتنير لاعب كرة سلة أمريكي.
- 20 نوفمبر – اشلي فينك ممثلة أمريكية.
- 20 نوفمبر – جوش كارتر لاعب كرة سلة أمريكي.
- 25 نوفمبر – كايتي كاسيدي ممثلة أمريكية.
- 26 نوفمبر – إدوين أوبيلس لاعب كرة سلة من الولايات المتحدة الأمريكية.
- 26 نوفمبر – تريفور مورغان ممثل أمريكي.
- 26 نوفمبر – كارلي جوليكسون لاعبة كرة مضرب أمريكية.
- 26 نوفمبر – لازار هايوارد لاعب كرة سلة أمريكي.
- 28 نوفمبر – توريان جرين لاعب كرة سلة أمريكي.
- 30 نوفمبر – جوردان فارمر لاعب كرة سلة أمريكي.

### ديسمبر
- 2 ديسمبر – رينيه مونتغمري لاعبة كرة سلة من الولايات المتحدة الأمريكية.
- 4 ديسمبر – مارتيل ويبستر لاعب كرة سلة أمريكي.
- 8 ديسمبر – إينزو آموري مصارع محترف من الولايات المتحدة الأمريكية.
- 8 ديسمبر – جيرمين تايلور لاعب كرة سلة أمريكي.
- 11 ديسمبر – روي هيبرت لاعب أمريكي محترف.
- 13 ديسمبر – كريستين دالتون
- 17 ديسمبر – إيما بيل
- 17 ديسمبر – كاهيم سيورايت لاعب كرة سلة أرجنتيني.
- 17 ديسمبر – ويلي مونرو جونيور ملاكم من الولايات المتحدة الأمريكية.
- 18 ديسمبر – ماركوس كزين لاعب كرة سلة أمريكي.
- 19 ديسمبر – جيسيكا أدير لاعبة كرة سلة أمريكية.
- 19 ديسمبر – ماركيز هينز لاعب كرة سلة من الولايات المتحدة الأمريكية.
- 19 ديسمبر – مايكل دالاس جونيور ملاكم من الولايات المتحدة الأمريكية.
- 24 ديسمبر – آنا بريندا كونتريراس
- 30 ديسمبر – كايتي لوتز ممثلة أمريكية.
- 31 ديسمبر – آدم شانلر بيرات
- 31 ديسمبر – برايان ديفيس لاعب كرة سلة أمريكي.

## وفيات

### يناير
- 1 يناير – جيم وير (مواليد 1944) لاعب كرة سلة من الولايات المتحدة الأمريكية.
- 1 يناير – هيرالد ريا كوكس (مواليد 1907) جراثيمي من الولايات المتحدة الأمريكية.
- 2 يناير – جون هارجيس (مواليد 1920) لاعب كرة سلة أمريكي.
- 12 يناير – هويلاند يونغ (مواليد 1903) كيميائية أمريكية.
- 14 يناير – دونا ريد (مواليد 1921)
- 24 يناير – ل. رون هوبارد (مواليد 1911)
- 28 يناير – إليسون اونيزوكا (مواليد 1946) رائد فضاء أمريكي.
- 28 يناير – جريجوري جارفيس (مواليد 1944) رائد فضاء أمريكي.
- 28 يناير – جوديث ريسنيك (مواليد 1949)
- 28 يناير – رونالد ماكنير (مواليد 1950) رائد فضاء أمريكي.
- 28 يناير – فرانسيس سكوبي (مواليد 1939) رائد فضاء أمريكي.
- 29 يناير – ليف إريكسون (مواليد 1911)

### فبراير
- 7 فبراير – مينورو ياماساكي (مواليد 1912) مهندس معماري أمريكي.
- 11 فبراير – فرانك هربرت (مواليد 1920) كاتب أمريكي.
- 16 فبراير – هوارد دا سيلفا (مواليد 1909)
- 19 فبراير – باري سيل (مواليد 1939)
- 25 فبراير – تومي فريمان (مواليد 1904) ملاكم من الولايات المتحدة الأمريكية.

### مارس
- 6 مارس – أدولف سيزر (مواليد 1933) ممثل أمريكي.
- 6 مارس – جورجيا أوكيفي (مواليد 1887) فنانة أمريكية.
- 10 مارس – روبرت كريتشتون فوستر (مواليد 1904) عالم نبات من الولايات المتحدة الأمريكية.
- 30 مارس – جيمس كاغني (مواليد 1899)
- 31 مارس – جيري باريس (مواليد 1925) ممثل ومخرج أمريكي.

### أبريل
- 15 أبريل – جيمس ليندسي ألموند (مواليد 1898) سياسي أمريكي.
- 17 أبريل – بول كوستيلو (مواليد 1894) مُجدّف من الولايات المتحدة الأمريكية.
- 23 أبريل – هارولد آرلين (مواليد 1905)
- 24 أبريل – واليس دوقة وندسور (مواليد 1896)
- 26 أبريل – برودريك كروفورد (مواليد 1911)

### مايو
- 3 مايو – روبرت ألدا (مواليد 1914)
- 7 مايو – روبرت أ. لوفيت (مواليد 1895) ضابط من الولايات المتحدة الأمريكية.
- 9 مايو – هيرشل برناردي (مواليد 1923) ممثل أمريكي.
- 10 مايو – جون ويتلي (مواليد 1927)
- 20 مايو – هيلين توسيغ (مواليد 1898)
- 22 مايو – جيمس جينتل (مواليد 1904)
- 22 مايو – مارتن غابيل (مواليد 1912) ممثل أمريكي.
- 23 مايو – ستيرلينغ هايدن (مواليد 1916) ممثل أمريكي.
- 24 مايو – ياكيما كانوت (مواليد 1895)
- 25 مايو – تشيستر بولز (مواليد 1901) سياسي أمريكي.
- 26 مايو – جيان كارلو كوبولا (مواليد 1963)
- 31 مايو – جيمس رينوتر (مواليد 1917) فيزيائي أمريكي.

### يونيو
- 5 يونيو – براين غرانت (مواليد 1910) لاعب كرة مضرب من الولايات المتحدة.
- 13 يونيو – بيني غودمان (مواليد 1909)
- 13 يونيو – دين ريد (مواليد 1938)
- 14 يونيو – آلان جي لرنر (مواليد 1918)
- 16 يونيو – موشي كالاهان (مواليد 1905) ملاكم من الولايات المتحدة الأمريكية.
- 17 يونيو – كيت سميث (مواليد 1907) مغنية أمريكية.
- 19 يونيو – بين بياس (مواليد 1963) لاعب كرة سلة أمريكي.
- 22 يونيو – ماري أندرسون (مواليد 1897) ممثلة أمريكية.
- 29 يونيو – روبرت دريفاس (مواليد 1938)

### يوليو
- 18 يوليو – بادي باير (مواليد 1915)
- 25 يوليو – فنسنت مينيلي (مواليد 1903)
- 26 يوليو – أفيريل هاريمان (مواليد 1891) سياسي أمريكي.

### أغسطس
- 10 أغسطس – تشاك ماكينلي (مواليد 1941) لاعب كرة مضرب أمريكي.
- 20 أغسطس – والتر بروك (مواليد 1914) ممثل أمريكي.

### سبتمبر
- 1 سبتمبر – موراي هاميلتون (مواليد 1923) ممثل أمريكي.
- 6 سبتمبر – بلانش سويت (مواليد 1896) ممثلة أمريكية للأفلام السينمائية الصامتة.
- 10 سبتمبر – جيك بورنهيمير (مواليد 1927) لاعب كرة سلة أمريكي.
- 27 سبتمبر – كليف بيرتون (مواليد 1962)

### أكتوبر
- 5 أكتوبر – هال بي واليس (مواليد 1899) منتج أفلام أمريكي.
- 23 أكتوبر – إدوارد دويزي (مواليد 1893)
- 27 أكتوبر – شيرمان آدمز (مواليد 1899) سياسي من الولايات المتحدة الأمريكية.
- 31 أكتوبر – روبرت موليكن (مواليد 1896)

### نوفمبر
- 1 نوفمبر – برنارد والدمان (مواليد 1913) فيزيائي أمريكي.
- 2 نوفمبر – بول فريس (مواليد 1920)
- 7 نوفمبر – هنري جيلمان (مواليد 1893) كيميائي أمريكي.
- 10 نوفمبر – ليونا وودز (مواليد 1919)
- 17 نوفمبر – هارولد غراد (مواليد 1923) رياضياتي أمريكي.
- 21 نوفمبر – جيري كولونا (مواليد 1904)
- 22 نوفمبر – سكاتمان كروذرس (مواليد 1910)

### ديسمبر
- 8 ديسمبر – هاريسون براون (مواليد 1917)
- 13 ديسمبر – إيلا بيكر (مواليد 1903) نسويّة من الولايات المتحدة الأمريكية.
- 20 ديسمبر – جولي كوجون (مواليد 1918) ملاكم من الولايات المتحدة الأمريكية.
- 24 ديسمبر – غاردنر فوكس (مواليد 1911)